# Мухаммед III ибн Язид
Мухаммед III ибн Йазид (? - 956) — Ширваншах (948-956).
Наследовал престол после смерти отца Абу Тахир Йазид ибн Мухаммеда в 948 году. Поверг к заточению своего брата Ахмад ибн Йазида. Своих сыновей Ахмада он назначил в Лайзан, а Хайсама в Табасаран. 
Известно, что он совершил ряд походов против «неверных». Он скончался во вторник 4 июня 956 года от оспы. Есть вероятность того, что он как и отец был отравлен визирем Ибн ал-Мараги.
В «Истории Ширвана и Ал-Баба» написано: "Причиной было то, что, когда он был на краю смерти от оспы, Ибн-ал-Мараги, страстно жаждая власти, был введен в соблазн тем, чего он [иначе] не мог достичь. Он послал двух рабов Мухаммада в то место, где томился в заключении Ахмад б. Йазид, с приказом умертвить его. Они это совершили и спрятали тело. Через несколько дней Мухаммад поправился от своей болезни и, когда здоровье его полностью восстановилось, он приказал Ибн ал-Мараги освободить его брата Ахмада из темницы в благодарность богу за выздоровление. Ибн ал-Мараги испугался за свою жизнь и подал ему отравленное питье и погубил его, как раньше погубил его отца.".